# Farol de Gonçalo Velho
Der Farol de Gonçalo Velho ist ein  Leuchtturm im Südosten der Azoreninsel Santa Maria. Er steht in der Gemeinde Santo Espírito auf einem Felsvorsprung der Ponta do Castelo. Der Leuchtturm ist unter der internationalen Nummer D-2632 und der nationalen Nummer 680 registriert. Er bestrahlt einen Sektor von 181° bis 89° und hat eine Tragweite von 25 Seemeilen.

## Geschichte und Architektur
Bereits der Generalplan zur Befeuerung der portugiesischen Küsten von 1883, der auch die Azoren berücksichtigte, sah den Bau eines Leuchtturms zweiter Ordnung an der Ponta do Castelo im Südosten der Insel Santa Maria vor. Die Realisierung des Plans kam zunächst aber nicht voran. 1902 wurde er dahingehend geändert, dass der Leuchtturm lediglich eine Optik vierter Ordnung erhalten sollte. Erst 1925 wurden die benötigten Grundstücke erworben. Der Leuchtturm wurde schließlich am 15. November 1927 als Farol da Ponta do Castelo seiner Bestimmung übergeben. 1930 wurde er in Farol de Gonçalo Velho umbenannt, zu Ehren des Erstbesiedlers Santa Marias, des Legatskapitäns Gonçalo Velho Cabral.
Der 14 Meter hohe Turm ist – wie bei portugiesischen Leuchttürmen dieser Zeit üblich – mit einem einstöckigen gemauerten Gebäude verbunden, das dem Leuchtturmwärter und seiner Familie als Wohnung dient, und darüber hinaus Lagerräume enthält. Beide sind weiß gestrichen. Der viereckige Turm besitzt eine umlaudfende Galerie und eine rot lackerte Laterne aus Metall. Die in zwei Gruppen zu je drei Paneelen gegliederte Fresneloptik dritter Ordnung (500 mm Brennweite) hat in der oberen Paneelenhälfte senkrechte Schlitze, wodurch Lichtblitze für die Aeronavigation erzeugt werden. Als Lichtquelle diente zunächst ein Petroleum-Glühlicht.  Schon 1934 wurde ein Nebengebäude errichtet, um Platz für die Familie des zweiten Leuchtturmwärters zu schaffen, und 1955 ein weiteres, um ein Stromaggregat und ein Kraftstofflager aufzunehmen. 1957 wurde der Leuchtturm elektrifiziert und mit einer 3000-W-Glühlampe bestückt. 1971 wurde das zur Drehung der Optik verwendete Uhrwerk durch einen Elektromotor ersetzt. 1987 wurde der Leuchtturm auf automatischen Betrieb umgestellt und die Leistung auf 1000 W reduziert. 1991 wurde er an das Stromnetz angeschlossen.